# التصنيفات الدولية لأفغانستان
- منظمة الشفافية الدولية: مؤشر مدركات الفساد لعام 2008، المرتبة x من بين 180 دولة [1]
- مراسلون بلا حدود: مؤشر حرية الصحافة العالمي 2008، المرتبة x من بين 173 دولة [2]
- مؤشر الديمقراطية الصادر عن مجلة الإيكونوميست عام 2007، المرتبة x من بين 167 دولة [3]

تتضمن المقالة التالية التصنيفات الدولية لأفغانستان:
|  |

## المدن
- العاصمة: كابول

استشارات الموارد البشرية من ميرسر: تصنيف أغلى المدن في عام 2008، غير مصنفة ضمن أفضل 143 مدينة
من حيث عدد سكان المنطقة الحضرية، تحتل كابول المرتبة 105

## التركيبة السكانية
- من حيث عدد السكان، تأتي أفغانستان في المرتبة 43 من بين 228 دولة ومنطقة
- تشير تقديرات كتاب حقائق العالم الصادر عن وكالة المخابرات المركزية الأمريكية لعام 2008 إلى أن ترتيب أفغانستان من حيث متوسط العمر المتوقع يأتي في المرتبة 208 من بين 211 دولة ومنطقة [4]
- من حيث إجمالي عدد السكان المهاجرين، تأتي أفغانستان في المرتبة 137 من بين 192 دولة

## التصنيفات الاقتصادية
- المعهد الدولي للتطوير الإداري: الكتاب السنوي للتنافسية العالمية 2005، غير مصنف ضمن أفضل 60 اقتصادًا [5]
- مؤسسة التراث / صحيفة وول ستريت جورنال: مؤشر الحرية الاقتصادية لعام 2008، المرتبة x من بين 157 دولة [6]
- الإيكونوميست: مؤشر جودة الحياة لعام 2005، غير مصنف ضمن أفضل 111 دولة
- المنتدى الاقتصادي العالمي: تقرير التنافسية العالمية 2008-2009، المرتبة x من بين 125 دولة [7]

## التصنيفات البيئية
- مركز جامعة ييل للقانون والسياسة البيئية ومركز جامعة كولومبيا لشبكة معلومات علوم الأرض الدولية: مؤشر الاستدامة البيئية، المرتبة x من بين 146 دولة

## الجغرافيا
- المساحة الإجمالية المرتبة x من بين 233 دولة

## العولمة
- KOF: مؤشر العولمة 2007، غير مصنف من بين 122 دولة [8]
- AT Kearney / مجلة السياسة الخارجية: مؤشر العولمة 2006، غير مصنف من بين 62 دولة [9]

## العسكرية
- مركز الدراسات الاستراتيجية والدولية: من حيث عدد القوات النشطة في المرتبة 27 من بين 166 دولة [10]

## التصنيفات السياسية
- منظمة الشفافية الدولية: مؤشر مدركات الفساد لعام 2008، المرتبة x من بين 180 دولة [1]
- مراسلون بلا حدود: مؤشر حرية الصحافة العالمي 2008، المرتبة x من بين 173 دولة [2]
- مؤشر الديمقراطية الصادر عن مجلة الإيكونوميست عام 2007، المرتبة x من بين 167 دولة [3]

## المجتمع
- الأمم المتحدة: مؤشر التنمية البشرية 2007، المرتبة 174 من بين 180 دولة [11]
- أنقذوا الأطفال: تقرير حالة أمهات العالم 2007، المرتبة x من بين 110 دولة [12]
- منظمة الصحة العالمية: معدل الانتحار، المرتبة x من بين 100 دولة [13]
- مؤشر جامعة ليستر لرضا الحياة لعام 2006، غير مصنف ضمن أفضل 178 دولة [14]

## التصنيفات التكنولوجية
- مركز تاوبمان للسياسات العامة بجامعة براون 2006: المرتبة x في الخدمات الحكومية عبر الإنترنت [15]
- عدد الهواتف المحمولة المستخدمة مرتبة حسب x
- عدد مستخدمي الإنترنت عريض النطاق المصنفين x
- وحدة الاستخبارات الاقتصادية: الجاهزية الإلكترونية 2008، المرتبة x من بين 45 دولة
- مؤشر جاهزية الشبكات للمنتدى الاقتصادي العالمي 2007-2008، المرتبة x من بين 127 دولة [16]
- الأمم المتحدة: مؤشر جاهزية الحكومة الإلكترونية، 2008، المرتبة x من بين 50 دولة [17]

## السياحة
- منظمة السياحة العالمية: تصنيفات السياحة العالمية 2007، المرتبة x [18]